# Linha do Tempo pré-romana

## Idade do Bronze
- 2º milênio a.C 
  - ca. 1800 a.C   - A civilização El Argar aparece em Almería, sudeste da Espanha, substituindo a civilização anterior de Los Millares. A adoção da metalurgia do bronze permite o domínio gradual e a influência na região.[1]
  - ca. 1300 a.C 
    - A cultura Urnfield é a primeira onda de migrações indo-europeias a entrar na Península. Embora tenham permanecido na Catalunha, desencadearam a Idade do Bronze Atlântica no Noroeste da península (atual Galiza e norte de Portugal), que manteve relações comerciais com a Bretanha e as Ilhas Britânicas.[2]

## Idade do Ferro
- - ca. 400 a.C
    - O historiador grego Heródoto de Halicarnasso cita a palavra Ibéria para designar o que hoje é a península ibérica, de acordo com o antigo costume grego.[3]
    - Os Autrigones, junto com os Turmodigi e Belli, migram da Gália, invadindo toda a área das províncias modernas de Cantábria e Burgos, onde estabelecem sua primeira capital Autraca ou Austraca, localizada às margens do rio Autra (Odra). Eles também ganham uma saída para o mar, capturando dos Caristii, mais a leste, a região montanhosa costeira entre os rios Asón e Nervión, nas modernas províncias bascas de Vizcaya e Álava.[4]
    - Os Belli se instalam ao longo do vale do rio Jalón ao lado de seus vizinhos e clientes, os Titii.[5]

  - ca. 300 a.C
    - Os celtas Calaicians ou Gallaeci habitam toda a região acima do rio Douro (atual Galiza e norte de Portugal).[6]
    - Os turboletas se instalam na moderna província de Teruel.[7]